# Deanston Mill

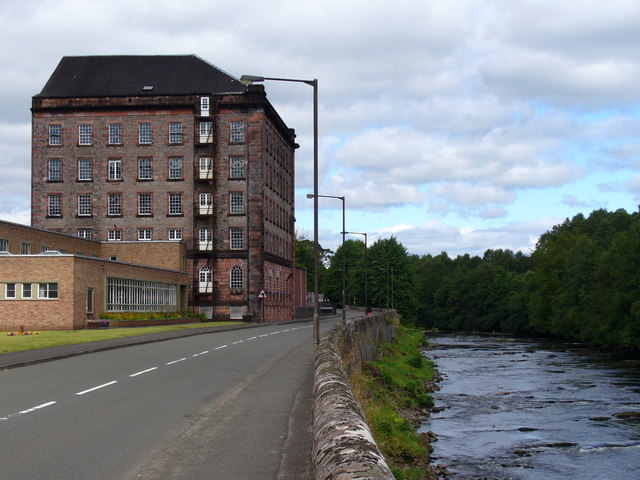
Deanston Mill

Die Deanston Mill ist eine ehemalige Mühle, Weberei und Spinnerei in der schottischen Ortschaft Deanston in der Council Area Stirling. Seit den 1960er Jahren nutzt die Whiskybrennerei Deanston die Gebäude. 1971 wurde das Bauwerk in die schottischen Denkmallisten zunächst in der Kategorie B aufgenommen. Die Hochstufung in die höchste Denkmalkategorie A erfolgte 1991. Die ehemalige Weberei sowie das Wehr des Mühlkanals sind eigenständig als Kategorie-A-Bauwerke klassifiziert.

## Geschichte
Das Betreiberunternehmen Adelphi Cotton Works wurde im Jahre 1785 von Archibald und John Buchanan gegründet. Im selben Jahr entstand die Keimzelle der Deanston Mill, in der Baumwolleprodukte hergestellt wurden. Nach dem Bankrott 1793 betrieb Benjamin Flounders die Mühle bis 1804. James Findlay & Co. erwarb die Deanston Mill im Jahre 1806. Nachdem in den 1820er Jahren der Beschluss gefasst wurde, ein neues Wehr zur Ableitung in den Mühlkanal weiter flussaufwärts zu errichten, wurde 1825 der Grundstein für das zwei Jahre später fertiggestellte Bauwerk gelegt.
Im Jahre 1830 ging der neue Mühlkanal mit Fertigstellung der heutigen Gebäude in Betrieb. In den folgenden Jahren wurde die Anzahl der Wasserräder schrittweise von zwei auf vier erhöht. 1834 wurde die Weberei errichtet. 1851 beschäftigte die Mühle bereits 796 Personen. Im Folgejahr wurden rund 620 Tonnen Baumwolle verarbeitet. Nach einer zwischenzeitlichen Betriebspause in den frühen 1860er Jahren arbeiteten 1871 wieder 529 Personen in der Mühle. Bis 1945 produzierte die Mühle unter anderem Hand- und Leintücher. 1945 wurde ein Neubau hinzugefügt, in dem Asbest produziert wurde. Nach Schließung der Mühle im Jahre 1965 wurde dort im Folgejahr die Whiskybrennerei Deanston eingerichtet.

## Beschreibung
Die Deanston Mill steht an der Hauptstraße der Ortschaft gegenüber dem rechten Teith-Ufer. Das fünfstöckige Hauptgebäude ist schlicht klassizistisch ausgestaltet und weist einen L-förmigen Grundriss auf. Das Mauerwerk besteht aus grob behauenem Bruchstein mit Natursteindetails. Die ursprünglichen Wasserräder von Fairbairn aus Manchester zum Betrieb der Maschinerien durchmaßen 11,1 m bei Breiten von 3,3 m. 1949 wurden sie durch wassergetriebene Turbinen ersetzt.
Der Innenraum der einstöckigen Weberei ist in 24 Abschnitte (4 × 6) unterteilt. Jeder rund 10,2 m im Quadrat messende Abschnitt schließt mit 1,8 m hohen Gewölben. 3,65 m hohe gusseiserne Pfeiler stützen die Gewölbe. 2,4 m durchmessende Rundfenster dienen als Lichteinlässe. Das Dach war ursprünglich begrünt.